# Rue du Mont-d'Arène
La rue du Mont d'Arène est une voie de la commune de Reims, située au sein du département de la Marne, en région Grand Est.

## Situation et accès
La rue du Mont d'Arène appartient administrativement au quartier St-Thimoté.
La voie est majoritairement à double sens, une petite partie, vers l'avenue de Laon est à sens-unique.

## Origine du nom
Elle porte ce nom pour commémorer les arènes de Durocortorum qui se trouvaient près de l’église Saint-Thomas et dont les derniers vestiges disparurent au milieu du XIXe siècle.

## Historique
Elle porte sa dénomination actuelle depuis 1840

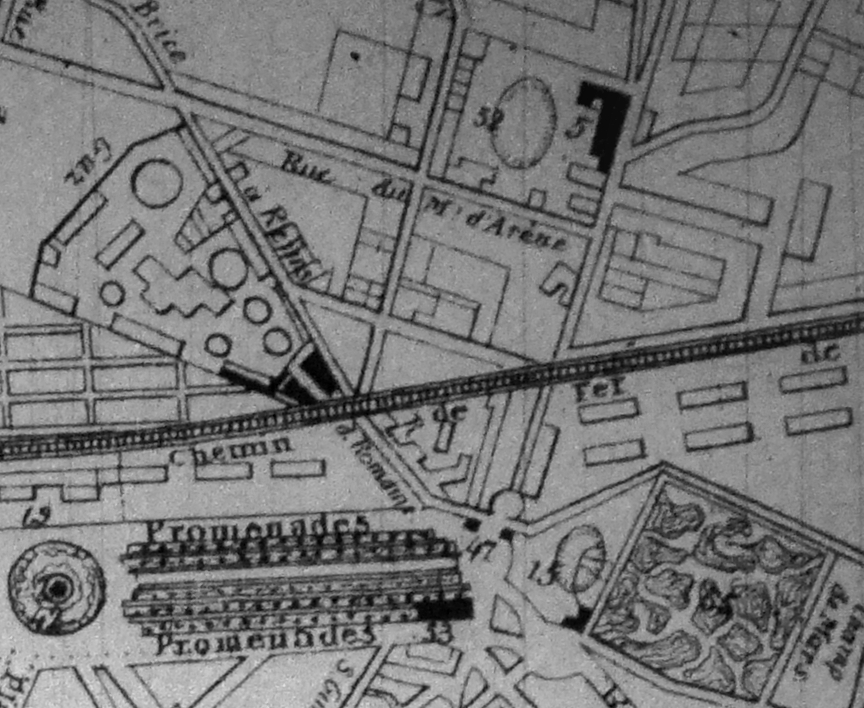
la rue, le mont d'arène(52), milieu XIXe,
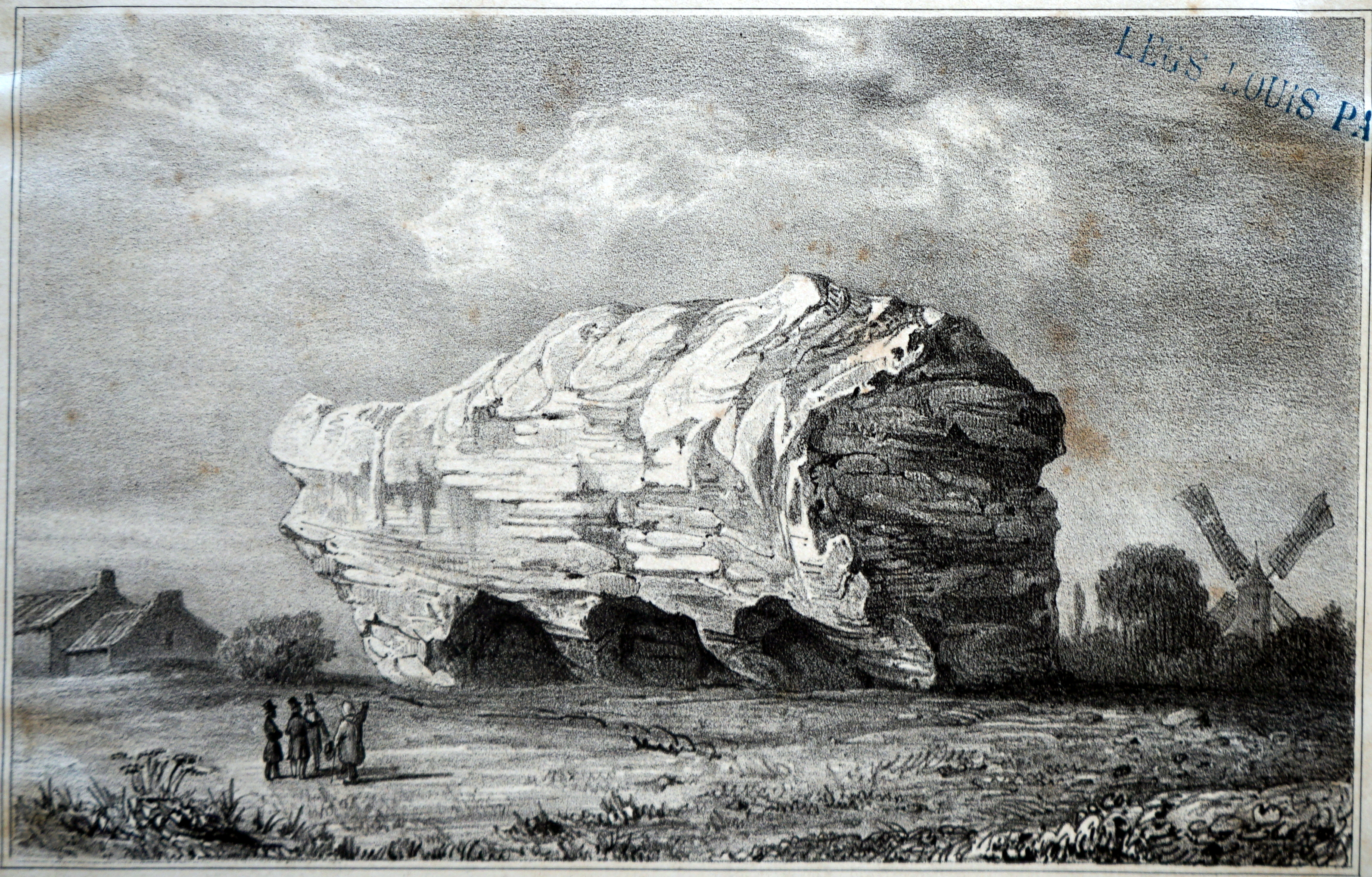
derniers vestiges de l'arène, XIXe.

## Bâtiments remarquables et lieux de mémoire
- Au n°24 : Pavillon en brique et pierre à l’architecture de caractère avec des motifs de ferronneries très élaborés de l'architecte G.Bautier.
- Au n°57 : immeuble d'architecture néoclassique.
- Au n°111 : Ecole élémentaire Clairmarais de l'architecte Ernest Brunette.

Les trois bâtiment sont repris comme éléments de patrimoine d’intérêt local.

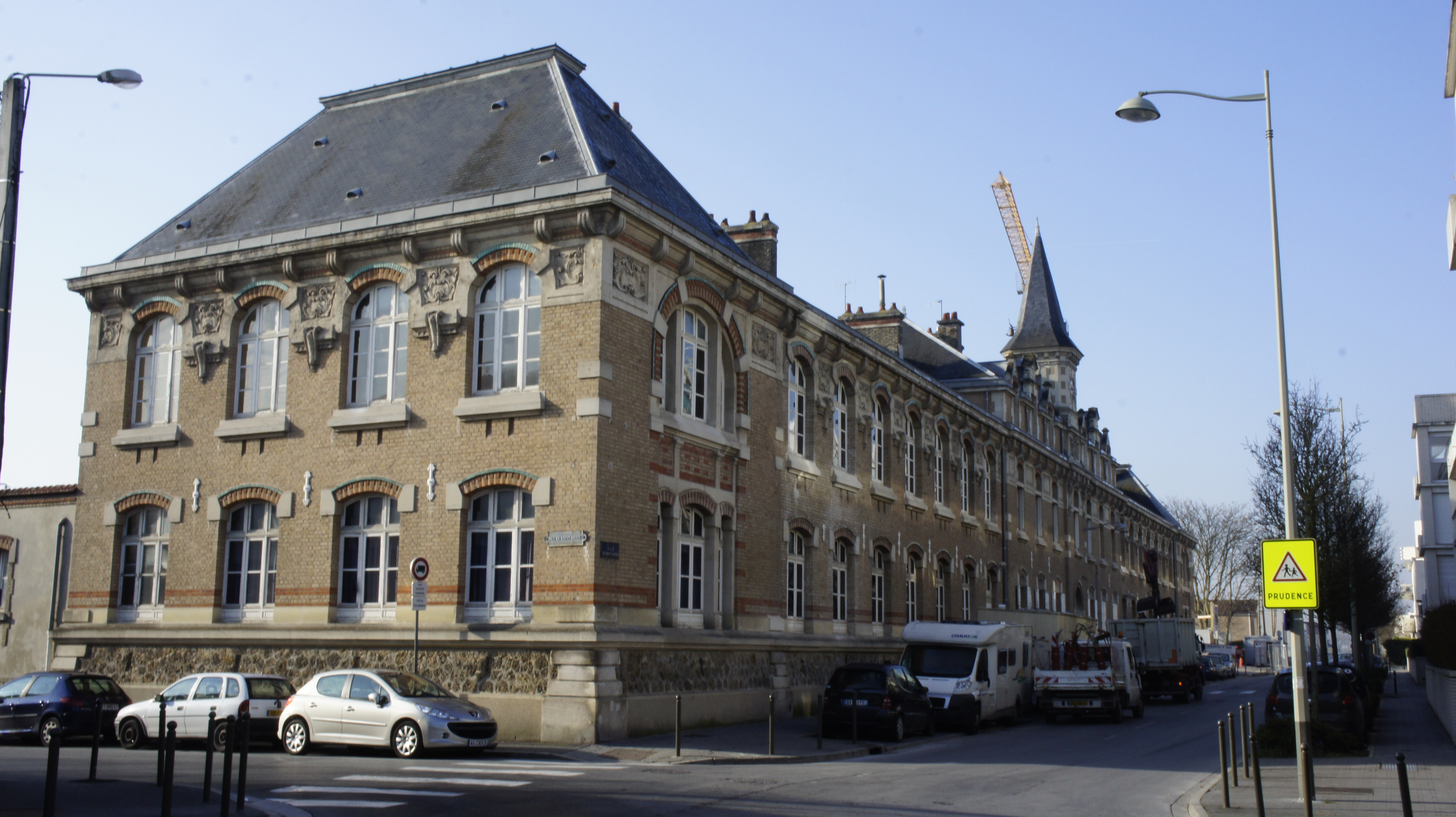
n°111